# 元典章
《元典章》原称《大元圣政国朝典章》，元代官修政書，内容包括元太宗六年（1234年）到元英宗至治二年（1322年）大约90年间各地地方官吏会抄的有关政治、经济、军事、法律等方面的圣旨条画、律令格例以及司法部门所判案例的汇编，分为前集和新集，史實多為《元史》所不載。

## 内容简介

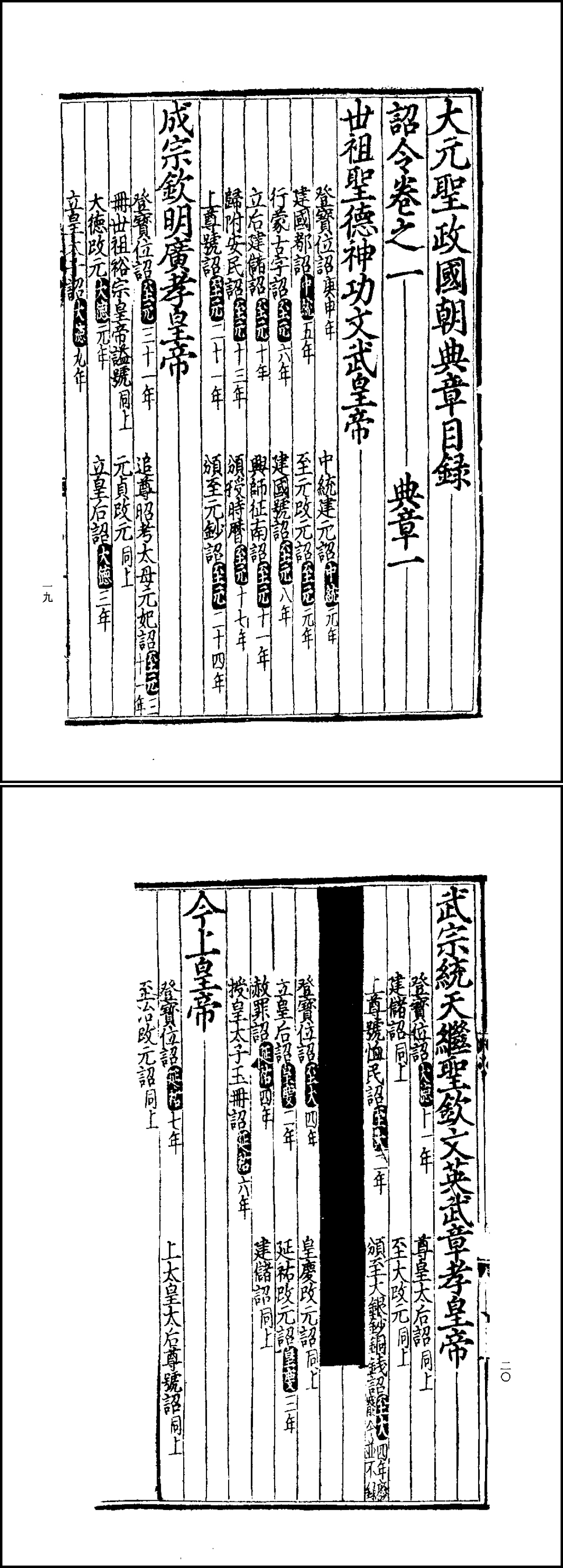
《大元圣政国朝典章》典章一《诏令卷之一》（《诏令》总共只有一卷）的全部目录，根据《元史》相关记载，可以推断出本目录中被涂黑的黑色长条部分的文字为“仁宗聖文欽孝皇帝”，也就是元仁宗的庙号和谥号，“今上皇帝”指的则是元英宗。此目录节选自《大元圣政国朝典章》，台北国立故宫博物院藏元刊本之影印本。

《元典章》出版于元英宗在位后期（1322年—1323年期间），书中对元英宗的称号是今上皇帝。
前集共60卷，分〈诏令〉（1卷）、〈圣政〉（2卷）、〈朝纲〉（1卷）、〈台纲〉（2卷）、〈吏部〉（8卷）、〈户部〉（13卷）、〈礼部〉（6卷）、〈兵部〉（5卷）、〈刑部〉（19卷）、〈工部〉（3卷）共计10大类，内容始自元太宗六年（1234年），讫于元英宗延祐七年（1320年）十一月（元仁宗于延祐七年正月去世，元英宗于延祐七年三月即位）。
新集原称《新集至治条例》，为典章后增附，共两册，无卷数，有〈国典〉、〈朝纲〉、〈吏〉、〈户〉、〈礼〉、〈兵〉、〈刑〉、〈工〉六部共八大类，不分卷，记事止于元英宗至治二年（1322年）。
各大类之下又有门、目，目下列举条格事例，每目分若干条格。《元典章》前集和新集共计81门，467目，2391条，是研究元史特别是元朝法制史以及社会史不可或缺的珍贵史料。
《元典章》史料丰富，“可谓详悉无遗”，“此书于当年法令，分门胪载，采掇颇详”，“尤详于刑律”。
由於元朝政權的特殊性，《元典章》文体较为独特，有许多翻译蒙古语的奇语，如“肚皮”是贿赂之意、“勾当里交出去”是指黜罢。陈垣在《元典章校补释例·序》称，“《元典章》为考究元代政教、风俗、语言、文字必不可少之书”。

## 现存版本
目前通行本主要有两种版本：
一种是元代坊刻本。这是現存最早的版本，以书中字体判断，应是元代福建建阳书坊所刊刻，民国十四年（1925年）发现于北平故宮博物院，现藏于臺北國立故宮博物院，1976年，台北国立故宫博物院出版了元刊本《元典章》的影印本，使该书得以原貌重新问世。
另一种是沈刻本。清光緒三十四年（1908年），武进董绶金根据杭州丁氏所藏抄本，由法学名家沈家本作跋，北京法律学堂刊行，世称沈刻本。沈刻本刻印精美，然而错误脱漏颠倒之处甚多，往往有整段整页脱漏。民国二十年（1931年），著名史学家陳垣根据北平故宮博物院所藏元刻本为主，参以吴氏绣谷亭、阙里孔氏之影钞本及巴陵方氏、南昌彭氏两抄本进行校勘，校出沈刻本讹脱衍倒多达一万二千余处，撰成《元典章校補》10卷。民国二十三年（1934年），陈垣又从中抽取一千余条进行归纳，撰成《元典章校补释例》。由此也可知台北国立故宫博物院所藏的元刊本，非仅孤本秘笈而已，亦为传世此书之最善本。

## 海内外首部《元典章》全文点校本出版
2011年3月，中华书局和天津古籍出版社联合出版了《元典章》（点校本），全书一共四册，由元史学家陈高华、张帆、刘晓、党宝海 点校。
这次的点校本，点校者在通校全书时，以台北国立故宫博物院所藏的《元典章》元刻本为底本，参校陈垣《沈刻〈元典章〉校补》，并参校了《通制条格》、《宪台通纪》、《南台备要》、《庙学典礼》、《秘书监志》、《经世大典》（《永乐大典》残卷转引）、《元史》以及最近发现的黑城文书和残本《至正条格》等各史籍中所载同源公文。如此全面的校勘是国内外以往任何学者均未做过的。对于书中相当多语句、文字、题目等方面的脱漏和讹误，点校者一一辑出和校正，并且做了详备精细的整理考订。
《元典章》以前从未进行全面整理，故而关于全书收录的公文数量，历来不得其详。根据此次点校统计，全书共有文书2637条。前集共包括文书2409条，其中诏令35条、圣政266条、朝纲9条、台纲43条、吏部331条、户部514条、礼部159条、兵部216条、刑部752条、工部84条。新集包括文书227条。前集、新集合计，再加上书末所附“都省通例”1条，共有文书2637条。上述统计涵盖了书中文书“互见”的情况，即同一条文书可能在书中两个不同的地方均有收录，一处录有全文，一处仅存标题而附注全文另见某处，这样的情况均视为两条文书。